# Toldo

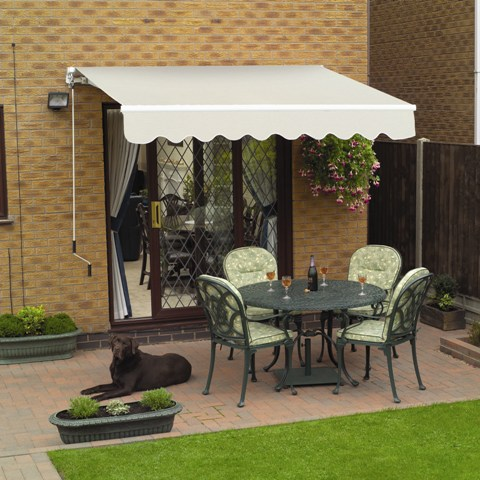
Toldo de jardim.

Um toldo é uma cobertura secundária fixada à fachada de um edifício, que serve para proteger do sol, do vento e da chuva. É tipicamente composta por uma lona de fibra acrílica, algodão ou poliéster, que é esticada sobre uma estrutura leve feita de alumínio, ferro, aço ou madeira. A configuração desta estrutura é uma espécie de treliça ou caixilho. Também é frequente a utilização de toldos em chapa de alumínio em casos em que a utilização de toldos de lona não é prática, como quando o peso da neve ou a força do vento são fatores a ter em conta.

Os toldos são geralmente colocados sobre uma janela ou porta, ou sobre a área ao longo de um passeio. Com a adição de colunas nos seus cantos, um toldo torna-se num dossel, que é capaz de se estender para mais longe da fachada do edifício, como por exemplo no caso da entrada de um hotel.
Os toldos foram utilizados em sua forma inicial para proteger os alimentos e carnes nas feiras inicialmente na Índia e posteriormente nos países onde, hoje é denominado Oriente Médio.
Com a tecnologia surgiram muitos diferentes tipos de toldos e coberturas como: toldos retráteis, fixos, de braço articulado, de janela, de varanda, de pergolado, para estacionamento, verticais, para terraços de restaurantes e para eventos, além de coberturas resistentes com isolamento térmico, como: toldo cortina em tecido filtro e toldo articulado motorizado. Cada um desses toldos possui características específicas que atendem às necessidades de proteção solar, design arquitetônico e preferências individuais, oferecendo soluções versáteis para proteger espaços externos contra sol, vento, chuva e proporcionar conforto aos usuários.